# Self Esteem
Self Esteem – piosenka punkowego zespołu The Offspring. Jest ósmym (lub siódmym, na kasecie) utworem z ich trzeciego albumu studyjnego Smash (1994) i został wydany jako drugi singel z albumu. Piosenka była hitem na całym świecie, osiągając pierwsze miejsce na listach przebojów w Norwegii i Szwecji. Był to jeden z najbardziej udanych singli wydanych przez zespół.
Piosenka zajmuje trzecie miejsce jako utwór na liście Greatest Hits (2019).

## CD singiel
| Lp. | Tytuł                   | Czas |
| --- | ----------------------- | ---- |
| 1   | „Self Esteem”           | 4:17 |
| 2   | „Burn It Up”            | 2:43 |
| 3   | „Jennifer Lost the War” | 2:35 |

## Maxi singiel
| Lp. | Tytuł                   | Czas |
| --- | ----------------------- | ---- |
| 1   | „Self Esteem”           | 4:17 |
| 2   | „Jennifer Lost the War” | 2:35 |
| 3   | „Burn It Up”            | 2:43 |

## Płyta gramofonowa
| Lp. | Tytuł                   | Czas |
| --- | ----------------------- | ---- |
| 1   | „Self Esteem”           | 4:17 |
| 2   | „Burn It Up”            | 2:43 |
| 3   | „Jennifer Lost the War” | 2:35 |